# Jean-Henri Simon
Pour les articles homonymes, voir Simon.
Jean-Henri Simon, ou Henri Simon, est un compositeur, pédagogue et violoniste flamand, né le 11 avril 1783 à Anvers où il est mort le 10 février 1861.
Il a vécu et travaillé au royaume des Pays-Bas puis en Belgique ; on lui a attribué des « qualités esthétiques indéniablement présentes ».
Avant de devenir un éminent maître de musique à Anvers, il a été élève de Lahoussaye et Rode.  C’est de lui que Joseph Callaerts a appris l’harmonie et le contrepoint.
Simon a écrit, entre autres, sept concertos et une cantate inaugurale sur des paroles néerlandaises, composée à Anvers pour le compte de la Société du Bien Public (Maatschappij tot Nut van 't Algemeen).